# Diode

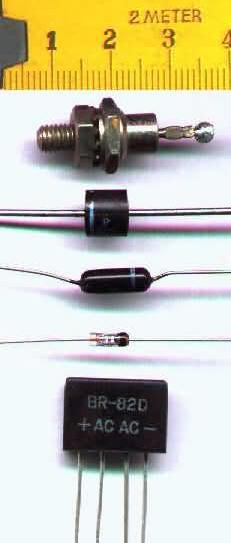
Onder een bruggelijkrichter, boven losse diodes

Een diode is een elektronisch onderdeel dat de elektrische stroom zeer goed in één richting geleidt, maar praktisch niet in de andere.
Een diode functioneert als het ware als een elektronisch terugslagventiel. De geleidende richting noemt men de doorlaatrichting en de andere richting de sperrichting.
Dit is echter een enigszins vereenvoudigde voorstelling van zaken. Ook in de doorlaatrichting van een diode gaat pas stroom vloeien als de spanning over de diode een bepaalde waarde heeft bereikt. Pas boven deze waarde gaat de diode zich als een laagohmige weerstand gedragen. Deze doorlaatspanning is afhankelijk van het type diode.
Diodes worden ook gelijkrichters genoemd, omdat ze gebruikt kunnen worden voor het omzetten van een wisselstroom in een gelijkstroom. 
De eerste diodes waren vacuümdiodes, een bepaald type elektronenbuis. Daarin vindt emissie van elektronen plaats rond een gloeidraad, die kunnen worden aangetrokken en opgevangen door een extra elektrode, anode genaamd. Omdat de elektronen alleen van de gloeidraad naar de anode kunnen vloeien en niet omgekeerd, werkt deze constructie als een gelijkrichter.
De combinatie van gloeidraad en elektrode werd in 1904 uitgevonden door John Ambrose Fleming, de wetenschappelijke adviseur van de Marconi Company en was gebaseerd op een observatie van Thomas Edison.
Hoewel de vacuümdiode nog steeds voor speciale toepassingen wordt gebruikt, zijn de meeste diodes tegenwoordig halfgeleiderdiodes. Een dergelijke diode bestaat uit een n-gedoteerd gebied, direct grenzend aan een p-gedoteerd gebied, waardoor er een pn-overgang ontstaat met de gewenste diode-eigenschap.

## Werking junctiediode
Een diode combineert door middel van een speciale fabricagemethode een n-type en p-type halfgeleider. De twee halfgeleiders zijn elektrisch neutraal. Ten gevolge van de ladingsgradiënt aan het contactoppervlak gaan de ladingen diffunderen door de grenslaag. De vrije elektronen van het n-type halfgeleider gaan diffunderen naar het p-type. Gelijktijdig diffunderen de gaten uit het p-type met de vrije elektronen door de grenslaag naar het n-type. 
Door deze diffusie ontstaat er als gevolg van de diffusiespanning tussen beide materialen een elektrisch veld dat verdere diffusie tegenwerkt. Er ontstaat een dynamisch evenwicht tussen het aantal gaten in het p-type en het aantal vrije elektronen in het n-type. Hierdoor wordt er een barrière tussen de twee halfgeleiders gecreëerd die de verdere overgang van gaten uit het p-type en elektronen uit het n-type verhindert. 
Om van zo'n grenslaag af te komen, moeten de vrije elektronen aan de n-type-zijde van de diode naar de p-type zijde kunnen migreren en het omgekeerde met de gaten. Om dit te kunnen realiseren wordt de p-type-zijde met de positieve zijde verbonden en de n-type-zijde met de negatieve zijde van eenzelfde elektrische circuit. De zin van het aangelegd veld E2 is nu tegengesteld aan E1. De sterkte van dit veld overtreft dat van E1 en hierdoor kan de barrière voor de overgang van gaten en elektronen worden opgeheven. De vrije elektronen uit het n-type komen in het p-type en verlaten de halfgeleider. Een elektrische stroom kan door de kring vloeien doordat de gaten en vrije elektronen voortdurend worden aangevuld. 
Hoe groter de aangelegde spanning, hoe verder de barrière kan worden verlaagd en hoe meer stroom er kan vloeien. De stroom kan dus slechts vloeien als de barrière, gevormd door diffusie van gaten en elektronen, kan worden overwonnen. Als de polen van de spanningsbron worden omgedraaid, wordt ook het aangelegde veld E2 tegengesteld van zin en zal het dezelfde zin hebben als E1. 
Hierdoor worden de vrije elektronen aangetrokken door de positieve pool en de gaten door de negatieve pool. De elektronen en de gaten worden uiteengeduwd en er ontstaat een steeds groeiende barrière tussen de twee halfgeleiders, waardoor er geen stroom meer kan vloeien door de diode. De diode kan dus maar in één richting stroom doorlaten, de doorlaatrichting. De andere richting heet de sperrichting.

## Led
Sommige diodes, zogenaamde leds, zenden licht uit bij stroomdoorgang door de pn-overgang, Door het gebruik van geschikte materialen zijn verschillende kleuren van het uitgezonden licht mogelijk.

## Verschillende types halfgeleiderdiodes

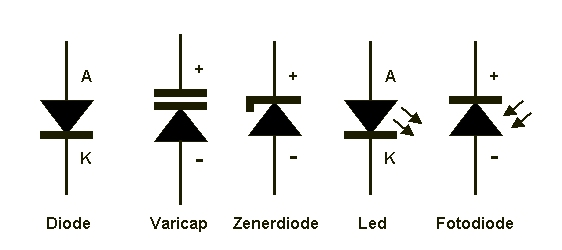
Symbolen voor enkele typen diode voor gebruik in elektronische schema's

1. De gelijkrichterdiode zoals hierboven beschreven.
2. De lawinediode, berustend op het lawine-effect; in sperrichting gebruikt als overspanningsbeveiliging.
3. De zenerdiode gedraagt zich in doorlaatrichting als een normale diode, maar in sperrichting kan hij boven een bepaalde spanning óók gaan geleiden. Deze 'doorbraak' geschiedt op een exact bepaald spanningsniveau, de zenerspanning genaamd. Daardoor kan de zenerdiode worden gebruikt als spanningsreferentie. Natuurlijk kunnen ook normale diodes geen onbeperkte sperspanning verdragen. Bij een zeer hoge (maar niet exact bepaalde) spanning zal er stroom gaan vloeien. Dit verschijnsel berust echter op een ander principe en de diode zal daarbij meestal vernield worden. Een zenerdiode blijft echter heel op voorwaarde dat de stroom beperkt blijft (dit wordt meestal opgelost door een weerstand in serie te plaatsen).
4. Als elektronen de p-n-overgang oversteken, emitteren de atomen in het silicium fotonen. Bij de meeste diodes worden deze fotonen echter weer opgenomen. Bovendien heeft het opgewekte licht een frequentie buiten het zichtbare gebied, meestal infrarood. Gebruikmakend van het juiste materiaal en de juiste constructiemethode, is het mogelijk om een diode licht te laten uitstralen in het zichtbare gebied. Het moeilijkste is om licht in hogere frequenties te laten uitstralen; vandaar dat blauwe leds nog steeds moeilijk zijn te fabriceren en daardoor duur zijn.
5. De fotodiode voert in sperrichting een lekstroom die afhankelijk is van de hoeveelheid licht die erop valt. Hij kan daardoor als lichtdetector gebruikt worden.
6. De schottkydiode wordt toegepast als gelijkrichterdiode, maar heeft een lagere doorlaat- en sperspanning en is sneller.
7. De snapdiode kan zeer snel reageren op spanningsovergangen.
8. De esaki- of tunneldiode heeft in de spanning-stroomkarakteristiek een gedeelte met een negatieve differentieweerstand. Dit effect wordt veroorzaakt door kwantumtunneling. Hierdoor kan men dit onderdeel gebruiken voor het compenseren van demping in een trillingskring in een oscillator.
9. De variabele-capaciteitsdiode of varicap heeft in de sperrichting een capaciteit die afhankelijk is van de spanning. Door middel van een variabele gelijkspanning kan de frequentie van een oscillator of de kantelfrequentie van een filter worden ingesteld. De varicap vindt zijn voornaamste toepassing als afstemcondensator in radio- en televisieontvangers en FM-modulatie.
10. De gunndiode is een schakeldiode in het microgolf gebied.
11. De PIN-diode wordt als variabele weerstand (vaak in verzwakkers) in hoogfrequent schakelingen gebruikt. Er zijn ook lichtgevoelige PIN-diodes die als fotodiode gebruikt worden.

Er bestaan nog meer typen diodes, die alle als basis hebben dat ze elektrische stromen maar in één richting toestaan, maar die op andere werkingsprincipes berusten.
Een ervan, de elektronenbuis, hebben we al besproken, een andere, de puntcontactdiode heeft eigenlijk een heel primitieve bouw. In het algemeen bestaat een dergelijke diode uit een blokje halfgeleidermateriaal van het n-type, waarop een naaldpunt van een metaal uit groep 3 van het periodiek systeem der elementen wordt geplaatst. Zie verder bij puntcontactdiode.
Een andere methode om een diode te construeren is de gasontladingsdiode. In een glazen omhulsel, gevuld met een inert gas, worden twee elektroden geplaatst. Eén elektrode is een simpel metalen vlak, de andere elektrode heeft een pijlvorm die naar een punt midden in het vlak van de andere elektrode wijst. De pijlvormige elektrode is geslepen tot een zeer scherpe punt. Het werkingsprincipe van deze diode berust op het feit dat elektrische ladingen zich verzamelen rond puntvormige delen van een elektrische geleider. Als het verschilpotentiaal tussen de elektroden groot genoeg is kan de puntvormige elektrode een voldoende groot elektrostatisch veld opwekken om zich spontaan naar de vlakke elektrode te ontladen. Omgekeerd echter kan de vlakke elektrode geen potentiaalveld opwekken dat groot genoeg is om zich naar de puntvormige elektrode te ontladen. Daarom gedraagt deze constructie zich als diode. Dergelijke diodes worden soms gebruikt als gelijkrichter in hoogspanningstoepassingen.
Een gasontladingsdiode voor grote vermogens is de kwikdampgelijkrichter.

## Doorlaatspanning
In een gebruikelijke halfgeleiderdiode die op silicium is gebaseerd, zal de spanning over een geleidende diode ongeveer 0,6 à 0,7 volt bedragen. Deze waarde is anders voor andere typen diodes. Bij zogenaamde schottkydiodes en bij germaniumdiodes kan deze doorlaatspanning ongeveer 0,2 volt zijn. Bij leds, die niet op silicium maar op gallium als halfgeleider zijn gebaseerd, kan deze spanning 1,4 tot 3,6 volt bedragen. De kleur van het uitgestraalde licht is afhankelijk van het gebruikte halfgeleidermateriaal.
Een halfgeleiderdiode kan in doorlaatrichting gebruikt worden als temperatuursensor. De spanning over de diode hangt af van de temperatuur, maar dat is niet erg nauwkeurig. Bij goedkope elektronische binnen/buiten-thermometers wordt dit principe wel toegepast. Als vuistregel geldt een doorlaatspanningsafname van 2 mV per °C temperatuurstijging.

## Diodevergelijking van Shockley
William Bradford Shockley, mede-uitvinder van de transistor, stelde de volgende formule op voor de stroom-spanningskarakteristiek van een ideale diode.
{\displaystyle I_{\mathrm {D} }=I_{\mathrm {S} }\cdot \left(e^{\frac {q\cdot V_{\text{D}}}{n\cdot k\cdot T}}-1\right).}
Daarin is:
{\displaystyle I_{\mathrm {D} }} de diodestroom
{\displaystyle I_{\mathrm {S} }} de sperstroom (sterk temperatuurafhankelijk)
{\displaystyle q} de elementaire lading
{\displaystyle V_{\mathrm {D} }} de diodespanning
{\displaystyle n} de diodefactor (ligt in het algemeen tussen 1 en 2)
{\displaystyle k} de boltzmannconstante
{\displaystyle T} de absolute temperatuur
In de oorspronkelijke formule van Shockley was n = 1.

## Bruggelijkrichters

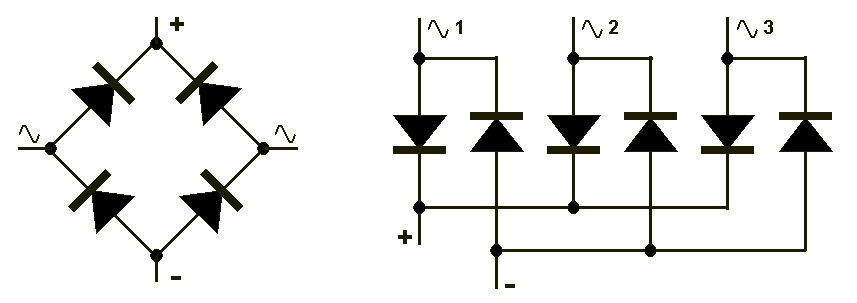
Brugcellen voor 1 en 3 fasen

Een speciale opstelling van vier diodes die beide halve periodes van een wisselspanning kunnen omzetten in een pulserende gelijkspanning, noemt men een bruggelijkrichter of graetzbrug, of een dubbelzijdige gelijkrichter. Er bestaan ook speciale versies van diodebruggen (met meer dan vier diodes) die gebruikt worden voor het gelijkrichten van driefasenspanning. Deze noemt men dubbelzijdige meerfasige gelijkrichters.